# Melivia
Melivia (en griego: Μελίβοια) es tanto un pueblo como una unidad municipal de Grecia, que forma parte del municipio de Agiá. Se encuentra en la periferia de Tesalia y pertenece a la unidad periférica de Larisa. Según el censo de 2011, la población de la unidad municipal era de 2,195 habitantes, mientras que el pueblo tenía 805.
Antes de 2011 era un municipio, pero a raíz de la reforma administrativa del Plan Calícrates fue integrado en el municipio de Agiá.
El origen de su nombre se debe a que en sus proximidades debía encontrarse la antigua ciudad de Melibea.